# Секељи из Буковине
Секељи из Буковине су мале мађарске етничке заједнице са заједничком историјом. Они данас живе у жупанијама Толна и Барања у Мађарској, Хунедоара у Румунији и српској покрајини Војводини.

## Порекло
Једна група Секеља је мигрирала из Трансилваније у Буковину у другој половини 18. века и тамо основала своја нова насеља: Иштеншегитш (мађ. Istensegits), Фогадјиштен (мађ. Fogadjisten), Хадикфалва (мађ. Hadikfalva), Јожеффалва (мађ. Józseffalva) и Андрашфалва (мађ. Andrásfalva). Тамо су задржали своје карактеристичне културе и народне традиције све до 20. века када су дефинитивно напустили те крајеве. Миграција Секеља у Буковину је била реакција на присилну мобилизацију од стране Аустрије. После пораза Турака и поновног потпадања под Аустријску власт, Трансилванија је изгубила и то мало аутономије које је имала под турцима. Приликом поновног преуређења војске и увођења присилне мобилизације од стране Марије Терезије, Секељи су одбили послушност што је резултовало одмаздом и крвопролићем у Мадефалви 7. јануара 1764. године, где је побијено неколико стотине Секеља и довело је до велике сеобе становништва у Молдавију па после у Буковину. Тада је око 1.000 Секеља мигрирало из Мадефалве и околине. 
Окупација северне Буковине од стране Аустрије у 1774. године донео је даљи талас имиграције Секеља. Још око 100 породица населили су још увек слабо насељене територије тог дела Буковине у 1776, а потом још 200 у 1784 и 1786, уз помоћ од цара Јозеф II од Аустрије и грофа Андраша Хадика, гувернера Трансилваније. Имена пет новооснованих села у Буковини су: Иштеншегитш−(1777), Фогадјиштен−(1776), Јожеффалва−(1785), Хадикфалва−(1785) и Андрашфалва−(1786).

## Пренасељеност
У 19. веку популација буковинских Секеља се утростручика, достигавши бројку 9.887 у 1880. години и око 16.000 до краја 1930-их. Ово је изазвало акутни недостатак обрадивог земљишта и велики пад у стандарда живота. Многи Секељи су већ у том периоду почели да напуштају своја насеља и траже нова места боравка. Током 1883. године тадашња Мађарска влада је населила око 4.000 Секеља дуж Дунава у новооснована села Хертелендифалву, Шандоређхазу и Скореновац, у Банату. Остале Секељске породице емигрирале су у том периоду у Канаду, Бразил и по градовима у јужној Трансилванији у околини Арада 1888–1892, Деве 1910, Вајдахуњада 1892, Чернакерестур 1910. и још нека места у укупном броју од 2.500 до 3.000 миграната.

## Мађарско становништво Буковине
Према аустријској званичној статистици, 1910. године у Буковини још живи близу једанаест хиљада Мађара/Секеља (Чангоа). У Јожеффалви, 605 Мађара, 138 Немаца и 386 Олаха. У Андрашфалви 2.247 Мађара, 137 Немаца, 29 Олаха и 12 других. У Хадикфалви живи 4.212 Мађара, 247 Немаца, 62 Олаха и 114 других. У Иштеншегитшу 2.835 Мађара, 113 Немаца, 4 Олаха и 9 других. У Фогадјиштену живи 165 Мађара, 20 Немаца, 558 Олаха и 15 других становника. Осим ових, Мађари живе још у: Р. Сату Маре 135, Алт-Фратанзону 82, Радауцима 29, Черновцима 15, Кимпулунг 6, Неу-Фратаузану 6, Позорицу 4, Серебу 2, Сучави 3 и 1-Слободзији 1 и Галанештију 1.— Pesti Hírlap. 1913. november 13. Bukovina magyar lakossága
Пештанске новине, 13. новембра 1913. Мађарско становништво Буковине.
Из малог села. Међу мађарским чанго селима у Буковини, Иштеншегитш је једно од највећих. Мађарска црква и римокатоличка црква су још увек овде, а становништво је сачувало велики део свог мађарства и љубави према мађарској земљи. Две наше слике приказују детаље из Иштеншегитша. Наша прва слика је римокатоличка црква, а друга је главна улица села.— Az Érdekes Újság, 1914. február 1.
Занимљиве новине, 1. фебруар 1914. године.
А догађаји Сикулицидијума такође су повезани са настанком буковинских Чангоа/Секеља. Када су Секељи видели да не могу да остану код куће, прво су отишли у суседну Молдавију, у Етелкез, а одатле су мигрирали у Буковину. Села Фогадјиштен и Иштеншегитш су основана у ненасељеном подручју Буковине, поред реке Сучаве. Андрашфалва, Хадикфалва и Јожеффалва су основане неколико година касније, недалеко од прва два села. А и потомци секељских исељеник остали су Мађари и у Буковини. А прошло је тачно тридесет година откако је принц Одескалчи Артур покренуо покрет да пресели унуке пребеглих Секеља, Чангое из Буковине, пресели назад у Ердељ. Мало по мало, Чанго колоније су већ биле основане. Али у томе нема много захвалности! Новине Секеља траже да се скупи половна одећа за Чанго насељенике, јер су у највећој беди.— Kedves Miklós felvételei. Magyarország, 1914. február 6. (kivonat)
Драги Миклошеви снимци, Мађарска, 6. фебруар 1914 (одломак).